# Вороново (муниципальный округ)
Вороново — район города Москвы и одноимённое муниципальное образование (муниципальный округ) в Троицком административном округе.

## История
Район Вороново и одноименное муниципальное образование созданы 8 мая 2024 года в рамках административно-территориальной реформы  в ТиНАО путём объединения территорий упраздняемых поселений Вороновское, Роговское, а также отдельных частей поселений Клёновское, Краснопахорское, Михайлово-Ярцевское, Новофёдоровское и Щаповское. Органы местного самоуправления новообразованного муниципального округа Вороново являются правопреемниками органом местного самоуправления поселений Вороновское, Роговское и Клёновское.
В мае 2024 года создана управа района Вороново, его главой назначен Иванов Евгений Павлович. Выборы в совет депутатов муниципального округа запланированы на единый день голосования в 2024 году и будут проведены по трём четырёхмандатным избирательным округам.